# Love Bipolar
Love Bipolar (tiếng Thái: Love Bipolar – เลิฟนะคะ รักนะครับ; RTGS: Love Bipolar – Love Na Kha Rak Na Khrap) là một bộ phim truyền hình Thái Lan phát sóng năm 2018 với sự tham gia của Toni Rakkaen và Laila Boonyasak (Ploy).
Bộ phim được sản xuất bởi GMMTV và On & On Infinity. Đây là một trong mười dự án phim truyền hình cho năm 2018 được GMMTV giới thiệu trong sự kiện "Series X" vào ngày 1 tháng 2 năm 2018. Bộ phim được phát sóng vào lúc 20:30 (ICT), Chủ nhật trên GMM 25 và phát lại vào 22:30 (ICT) cùng ngày trên LINE TV, bắt đầu từ ngày 18 tháng 3 năm 2018. Bộ phim kết thúc vào ngày 8 tháng 4 năm 2018.

## Diễn viên
Dưới đây là dàn diễn viên của bộ phim:

### Diễn viên chính
- Toni Rakkaen vai Sang Nuea/Sang Tai
- Laila Boonyasak (Ploy) vai Wenny

### Diễn viên phụ
- Carissa Springett vai Arin
- Penpak Sirikul (Tai) vai Yupin
- Chatchawit Techarukpong (Victor) vai Kanit
- Thanaboon Wanlopsirinun (Na) vai Khun Phol
- Tatchakorn Boonlapayanan (Godji) vai Tuktik

## Nhạc phim
| Tên bài hát                                 | Thể hiện                           | Ref.  |
| ------------------------------------------- | ---------------------------------- | ----- |
| ไม่รู้ตัวเองเหมือนกัน (Mai Roo Tour Eng Muan Gan) | Kulamas Limpawutwaranon (Knomjean) | [ 8 ] |